# Campos de concentração para gays na Chechênia

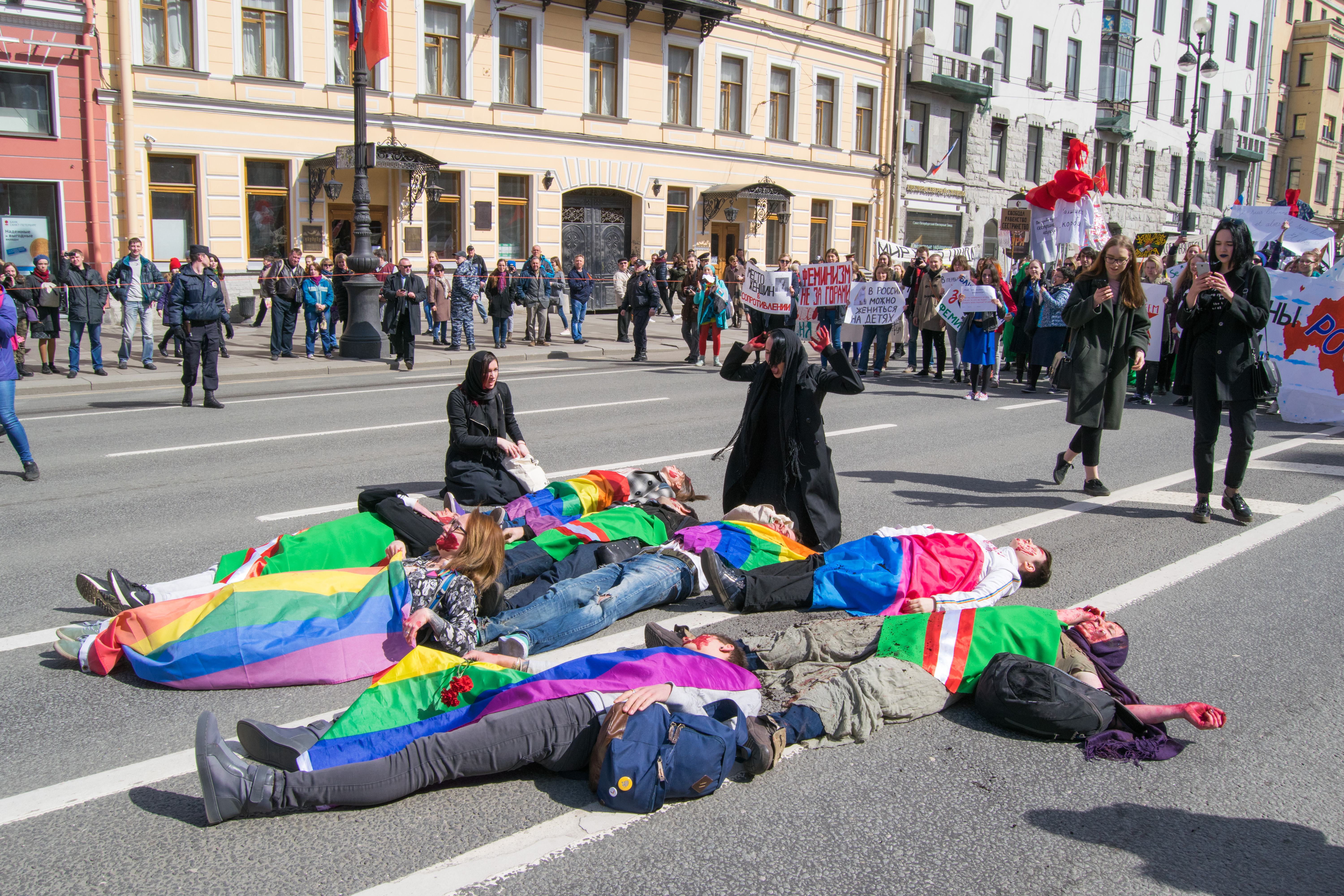
Ativistas representam uma cena de mães chechenas que lutam pelos seus filhos, vestidos com bandeiras LGBT e da Chechênia, na Nevsky Prospekt, São Petersburgo.

A partir de fevereiro de 2017, relatou-se que mais de 100 moradores da República da Chechênia, uma parte da Federação Russa, foram sequestrados, presos e torturados pelas autoridades que os perseguiram com base em sua orientação sexual. Um número desconhecido de homens, que as autoridades detiveram sob suspeita de serem homossexuais ou bissexuais, teriam morrido depois de terem sido mantidos no que grupos de direitos humanos e testemunhas oculares chamaram campos de concentração.
As alegações foram inicialmente relatadas em 1 de abril de 2017 no Novaya Gazeta, um jornal de oposição em língua russa, que informou que mais de 100 homens supostamente foram detidos e torturados e pelo menos três morreram em assassinatos extrajudiciais. O artigo, citando suas fontes nos serviços especiais chechenos, chamou a onda de detenções de "varredura profilática". O jornalista que primeiro relatou sobre o assunto teve que se esconder. Houve pedidos de represálias contra jornalistas que informam sobre a situação.
À medida que as notícias sobre as ações das autoridades chechenas se espalhavam, que foram descritas como parte de um expurgo sistemático contra pessoas LGBT, ativistas russos e internacionais tentaram evacuar sobreviventes dos campos e outros chechenos vulneráveis, mas encontraram dificuldade em obter vistos para conduzi-los com segurança para outros lugares. Um dos casos mais notáveis foi o desaparecimento forçado do cantor Zelim Bakaev.
Os relatos da perseguição encontraram uma variedade de reações em todo o mundo. Um porta-voz do presidente da Chechênia, Ramzan Kadyrov, negou não apenas a ocorrência de qualquer perseguição, mas também a existência de homens homossexuais na Chechênia, acrescentando que essas pessoas seriam mortas por suas próprias famílias. Os oficiais em Moscou foram céticos, embora no final de maio o governo russo tenha concordado em enviar uma equipe de investigação para a Chechênia. Vários líderes nacionais e outras figuras públicas do Ocidente condenaram as ações da Chechênia e protestos foram realizados na Rússia e em outros lugares.